# Myrmeleon trivialis
Myrmeleon trivialis är en insektsart som beskrevs av Gerstaecker 1885. Myrmeleon trivialis ingår i släktet Myrmeleon och familjen myrlejonsländor. Inga underarter finns listade i Catalogue of Life.